# Tatar ädäbiäte
Tatar ädäbiäte (właśc. "Татар әдәбияты") – kolaboracyjny organ prasowy Związku Walki Turko-Tatarów Idel-Uralu pod koniec II wojny światowej.
Pismo zaczęło wychodzić w Berlinie prawdopodobnie w poł. 1944 r. Funkcję redaktora naczelnego pełnił Abdrachman Szafi, przewodniczący Wołgotatarskiego Komitetu Narodowego. W redakcji pracowali m.in. A. Ajdagułow i H. Hamidi. W piśmie były publikowane po tatarsku artykuły dotyczące historii, kultury i języka Tatarów, różne odezwy i przemówienia przedstawicieli władz III Rzeszy, utwory literackie (wiersze i nowele).